# Havana (Illinois)
Havana es una ciudad situada en el condado de Mason, Illinois, Estados Unidos. Tiene una población estimada, a mediados de 2023, de 2827 habitantes.
Es la sede del condado.

## Geografía
La localidad está ubicada en las coordenadas 40°17′42″N 90°3′28″O / 40.29500, -90.05778. Según la Oficina del Censo, tiene una superficie total de 7.62 km², de la cual 7.19 km² corresponden a tierra firme y 0.43 km² están cubiertos de agua.

## Demografía
Según el censo de 2020, en ese momento había 2963 personas residiendo en la localidad. La densidad de población era de 412.10 hab./km². El 92.8% de los habitantes eran blancos, el 0.8% eran afroamericanos, el 0.2% eran amerindios, el 0.2% eran asiáticos, el 0.2% eran de otras razas y el 5.7% eran de una mezcla de razas. Del total de la población, el 1.6% eran hispanos o latinos de cualquier raza.